# Kaishakunin

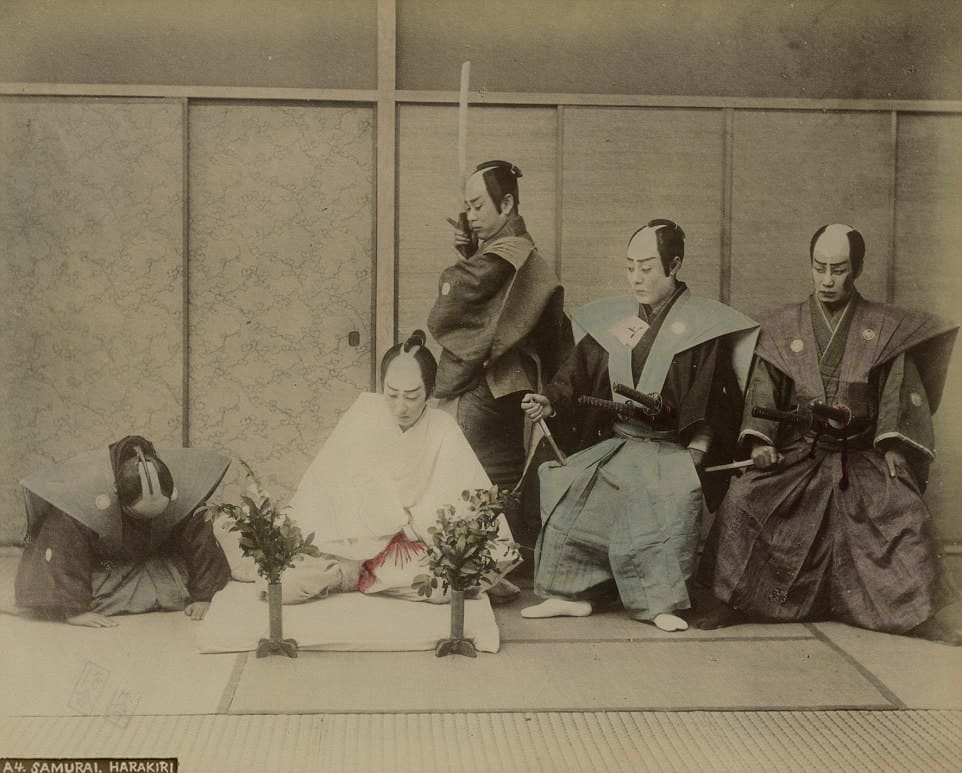
Uma foto encenada no final do período Edo de uma cerimônia seppuku. O kaishakunin está parado na parte de tras com a espada erguida e preparada para cortar logo abaixo da cabeça a coluna vertebral da pessoa que está realizando seppuku.

O kaishakunin (介错人) é o encarregado auxiliar no ritual suicida japonês seppuku, cuja função é a decapitação da vítima. Um exímio espadachim capaz de executar com precisão o corte de decapitação — kaishaku — fazendo uso de uma katana. Com a finalidade de evitar a angústia prolongada durante o ritual, tanto por parte da vítima como dos espectadores, o kaishakunin exercia o ato de misericórdia sobre o suicida, a decapitação. Casos frequentes em que um assistente do seppuku se fez útil foi aquando um senhor da guerra, após ter sido derrotado na batalha decide cometer seppuku, e um assistente é nomeado para por fim ao digno ritual concedido à vítima, por forma a receber uma honra digna de um samurai.